# Praça de Entrecampos
Praça de Entrecampos è una piazza di Lisbona il cui nome Entrecampos (in italiano "tra i campi") fa riferimento al fatto che si trova tra il Campo Grande ("campo grande") e il Campo Pequeno ("campo piccolo"). In passato era nota con il nome Praça Mouzinho de Albuquerque.
La piazza è il punto di intersezione di tre grandi viali: Avenida da República a sud, Avenida dos Estados Unidos da América a est e Avenida das Forças Armadas a ovest. Al suo centro si trova il Monumento aos Heróis da Guerra Peninsular, inaugurato nel 1932, progettato da Francisco de Oliveira Ferreira e sormontato da una scultura realizzata da José de Oliveira Ferreira. 
Adiacente alla piazza, in direzione nord, si trova un'area verde, nota come Campo Grande (il nome ufficiale è Jardim Mário Soares). 
Nella piazza si trova una fermata della linea gialla (Linha Amarela) della metropolitana di Lisbona e una stazione ferroviaria CP. Una particolarità è che la stazione della metropolitana è scritta come due parole, Entre Campos mentre la stazione ferroviaria è scritta come un'unica parola, Entrecampos. Le linee che servono la stazione ferroviaria comprendono le linee Alfa Pendular e suburbane.